# Іпподам
Іпподам Мілетський (грец. Ιππόδαμος ο Μιλήσιος, також Гіпподам 498 до н.е. — 408 до н.е.) — давньогрецький архітектор, метеоролог і філософ. Надзвичайною заслугою Іпподама є розробка системи містобудування — Іпподамової системи, на основі якої розвинулись, зокрема, й усі сучасні.

## Біографія
Іпподам народився у Мілеті, пізніше мешкав у Піреї та Фуріях, куди переїздив на запрошення Перикла. Іпподам особисто розробив планування афінського порту Пірей, міста Фурії та Родос. Імовірно, він також брав участь у відбудові Мілета після перської навали, оскільки під час розкопок у кількох районах міста було виявлене регулярне планування.
Фурії, перша робота Іпподама як метра, за свідченням Діодора, були невеликим містом. Однак тут майстер продемонстрував повністю самостійне рішення, розділивши поселення поздовжними і поперечними вулицями на 12 кварталів, що забезпечувало комфорт мешканців. Набагато складнішим завданням була забудова Пірея на високому морському березі. Іпподаму довелося розділити місто на чотири зони: портову, адміністративну, приватну і військову, в кожній застосувавши регулярне планування. У подяку одну з центральних площ міста назвали на честь Іпподама.
Іпподаму приписують низку робіт з філософії, наприклад, «Про політику», «Про добробут» тощо. Ісихій Александрійський повідомляє про нього і як про метеоролога. Аристотель, висловлюючись про філософські роботи Іпподама, зауважує, що він відрізнявся ексцентричністю, любив прикрашати волосся і тепло одягався навіть влітку. Головним критиком Іпподама був комедіограф Аристофан, який висміяв його у праці «Птахи». Геометр Метон, персонаж п'єси, намагається за допомогою циркуля і лінійки спроектувати небесне місто, «квадратом зробивши коло», але виганяється за хвастощі.